# Анхор
Анхо́р (узб. Anhor) — канал, що несе води Чирчику в столиці Узбекистану місті Ташкенті. 
Канал Анхор утворюється після розподілу водного потоку каналу Бозсу на 2 канали — Кайкауз і Анхор. Анхор є лівим відгалуженням-каналом Бозсу. Водами цього каналу живиться став (за СРСР званий Комсомольським озером) у центральному міському парку — Національному парку імені Алішера Навої. 

## З історії каналу
Анхор був головною водною артерією середньовічного Ташкента, що наповнював водою десятки ариків, які відходили від нього. 

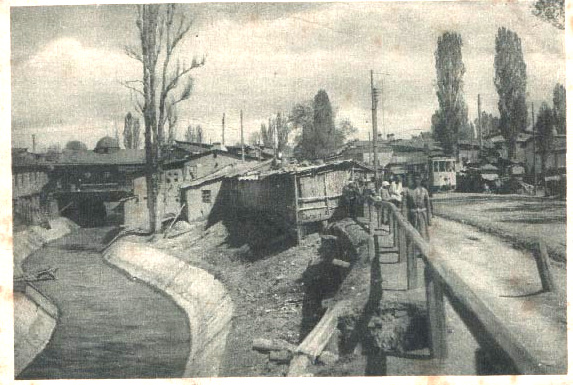
Анхор на старій поштівці (до 1910 року)

Щодо походження назви топоніму Анхор/Ангор (таке написання назви каналу зістрічається у старих джерелах), одностайності серед фахівців не існує — за однією з версій назва походить від словосполучення ангор («орне поле»), за іншою Анхор — це спотворене «Анзор», тобто «виноград, виноградники», ще дехто пов'язує етимологію топоніму з арабським словом «анхар» (річки, мн. для «річка»), оскільки відродження міста у долині річки Чирчик після зруйнування арабськими завойовниками у VIII столітті міста Чача (попередник Ташкента) відбувалося за адміністрування арабських намісників.
Після взяття Ташкента російськими військами на чолі з генералом Черняєвим у 1865 році канал Анхор наприкінці XIX століття — на початку ХХ століття був кордоном між старим (так званим «Кокандським») містом і новою частиною міста, яку зводили російські намісники. Через цей же канал був побудований перший сучасний міст у Ташкенті — Урдінській міст. 
У ХХ столітті зі зростанням узбецької столиці Анхор перетворився на водну артерію середмістя. Тоді ж за допомогою вод Анхора було побудовано став Комсомольський. У квітні 1976 року на березі каналу був встановлений Меморіальний комплекс «Мужність», присвячений мужності ташкентців, що пережили Ташкентський землетрус 1966 року, та встановлений на місці епіцентру землетрусу. Нині набережна Анхору, значна частина якої прокладена паралельно важливій ташкентській магістралі — імені А. Навої (колишня Шейхантаурська вулиця) є улюбленим місцем прогулянок ташкентців і гостей міста. У місті є популярна чайхана «Анхор».